# Cecilia Strada
Cecilia Maria Strada (Milano, 12 marzo 1979) è una filantropa, attivista e politica italiana, ex presidente dell'ONG Emergency e da luglio 2024 europarlamentare.

## Biografia
Figlia di Gino Strada e di Teresa Sarti Strada, Cecilia Strada si è laureata in sociologia all'Università degli Studi di Milano-Bicocca, e all'età di trent'anni, il 21 dicembre 2009, è stata eletta presidente dell'ONG Emergency al posto della madre, che era mancata il 1º settembre precedente. Ha ricoperto tale carica sino al luglio 2017.
Nel novembre 2017 ha pubblicato per Rizzoli La guerra tra noi. Dal 2018 si occupa principalmente di soccorso in mare nel Mediterraneo centrale; dal 2021 è responsabile della comunicazione per la ONLUS italiana ResQ-People Saving People. Impegnata a livello internazionale, ha seguito le attività dei vari ospedali dell'organizzazione e ne ha curato i rapporti a livello locale, oltre a testimoniare come commentatrice sui media la propria esperienza. Sostiene la necessità di una modifica dei rapporti internazionali e il bisogno di legare la rete dei rapporti commerciali con il rispetto dei diritti umani.

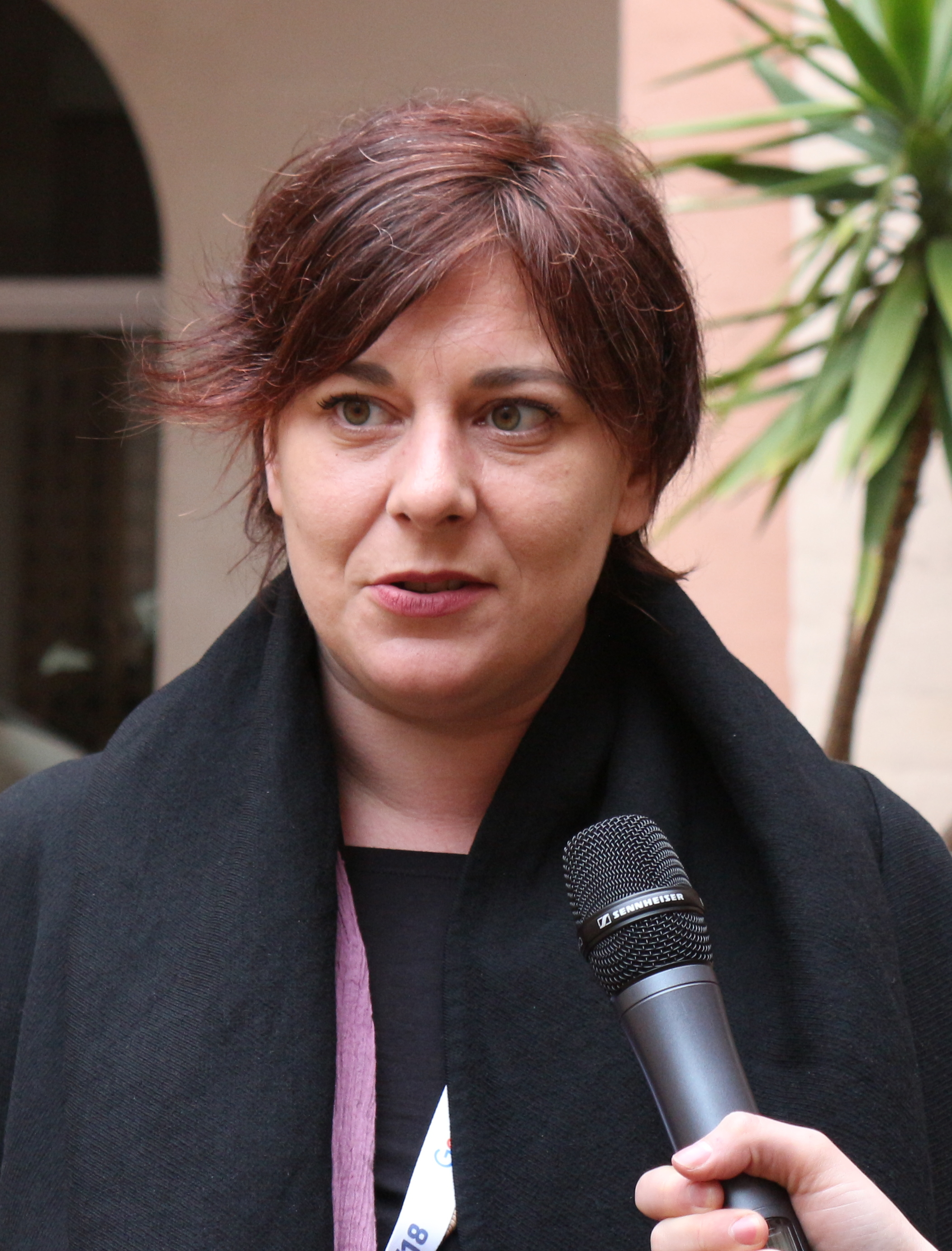
Strada nel 2018, al Festival internazionale del giornalismo di Perugia

Nel 2018 ha ricevuto il Premio Nazionale Cultura della Pace «per le molteplici attività svolte, per la sua opera sociale all’interno di un'associazione, così come per il lavoro di informazione, controinformazione e testimonianza riguardo ai teatri di guerra e alle possibili soluzioni da adottare. Tutto ciò ha permesso e permette a molti di conoscere realtà complesse, di aprire orizzonti diversi e di creare spazi di impegno decisivi per il progresso della società».
Nell'aprile del 2024, in vista delle elezioni europee di giugno, la segretaria del Partito Democratico Elly Schlein annuncia la candidatura di Strada come capolista della circoscrizione nord-occidentale, dove risulterà eletta europarlamentare con 284.785 preferenze.

## Vita privata
Sposata con il giornalista e fotoreporter Maso Notarianni, ha un figlio. Nel giugno 2021 ha dichiarato di essere bisessuale.

## Opere
- Cecilia Strada, La guerra tra noi, Milano, Rizzoli, 2017, ISBN 9788817099011, OCLC 1020145775.
- Vauro Senesi, Cecilia Strada, La regina di Kabul: storie dall'Afghanistan di Emergency, Milano, Libreria Pienogiorno, 2022, ISBN 9791280229366, OCLC 1352556620.